# Fondouk des Français
Le fondouk des Français est un fondouk de la médina de Tunis situé dans l'ancien quartier franc à proximité de Bab El Bhar.

## Histoire
Avant la construction du fondouk, les consuls ainsi que les ressortissants français sont hébergés chez les Italiens, les Anglais et les Grecs dans le quartier franc qui se situe en dehors de la médina.
Le fondouk est bâti au cours des années 1659-1660 sous le règne de Hammouda Pacha Bey, à l'initiative du consul et vicaire d'Afrique Jean Le Vacher. Ce fondouk témoigne de l'architecture civile locale au XVIIe siècle. Il est situé au numéro 5 de la rue de l'Ancienne Douane. Plus tard, au début du XVIIIe siècle, un autre fondouk dit « fondouk des négociants », situé au numéro 15 de la même rue, est loué aux Français.
Le premier abrite le consul et ses bureaux, et le second abrite les négociants et leurs marchandises. Les deux ensembles sont distribués autour de deux cours à portiques. L'ensemble se trouve en face de l'ancien bagne de Kara Ahmed ou Karamed (bagne de Saint-Léonard), devenu plus tard le consulat du grand-duché de Toscane, appelé aussi « fondouk des Livournais ».
Le fondouk des Français perd définitivement sa fonction de consulat en 1860, quand l'actuelle ambassade de France, située sur l'actuelle avenue Habib-Bourguiba, est construite à l'initiative de Léon Roches.
Le fondouk des marchands est classé monument historique en 1922.
À part son rôle en tant que lieu d'abri pour les Français, il leur aide à acquérir plus de droits et de privilèges par rapport aux autres chrétiens en Tunisie. Le bâtiment ainsi que ses habitants bénéficient de la protection du gouvernement jusqu'à la construction du nouveau consulat en dehors des remparts. Il est un outil pour imposer au gouvernement tunisien des nouveaux rapports qui ne sont pas réciproques comme le droit à la paix, au culte et à la sécurité pour les chrétiens résidents en Tunisie, chose qui ne sont pas offertes pour le peu de Tunisiens qui ont séjourné dans les territoires français et qui étaient principalement des commerçants.

## Fonctionnement
Le fondouk est régi par une réglementation très stricte, basée principalement sur la précaution, afin de protéger ses habitants, surtout des citoyens du pays. Cette réglementation est résumée en 1765 dans une ordonnance que le consul De Saizieu a émis et qui comportait huit articles dont ceux-ci :
- article 2 : Les françois (sic) domiciliés et logés avec nous dans la maison de ladite Nation appelée Fondouq des François sont tenus de se retirer un quart d'heure après le Maghreb ou cri de la nuit dans ladite maison, d'où ils ne pourront sortir le matin avant le lever du soleil, ou à l'arrivée du Janissaire commis à la garde des Portes ;
- article 3 : Il leur est expressément défendu de cacher et de donner asile dans ledit Fondouq à aucune personne ou effets recherchés par ordre du Bey, ainsi que d'y recevoir, sous quelques prétexte que ce puisse être, des femmes du pays autrement qu'en présence du Drogman de la Nation ;
- article 5 : Il leur est pareillement défendu d'aller au Barde ou autres maisons du Bey sans nous avoir prévenus et s’être munis de notre agrément qui leur sera à cet effet accordé toutes les fois que leurs affaires particulières l'exigeront[2].

## Vues

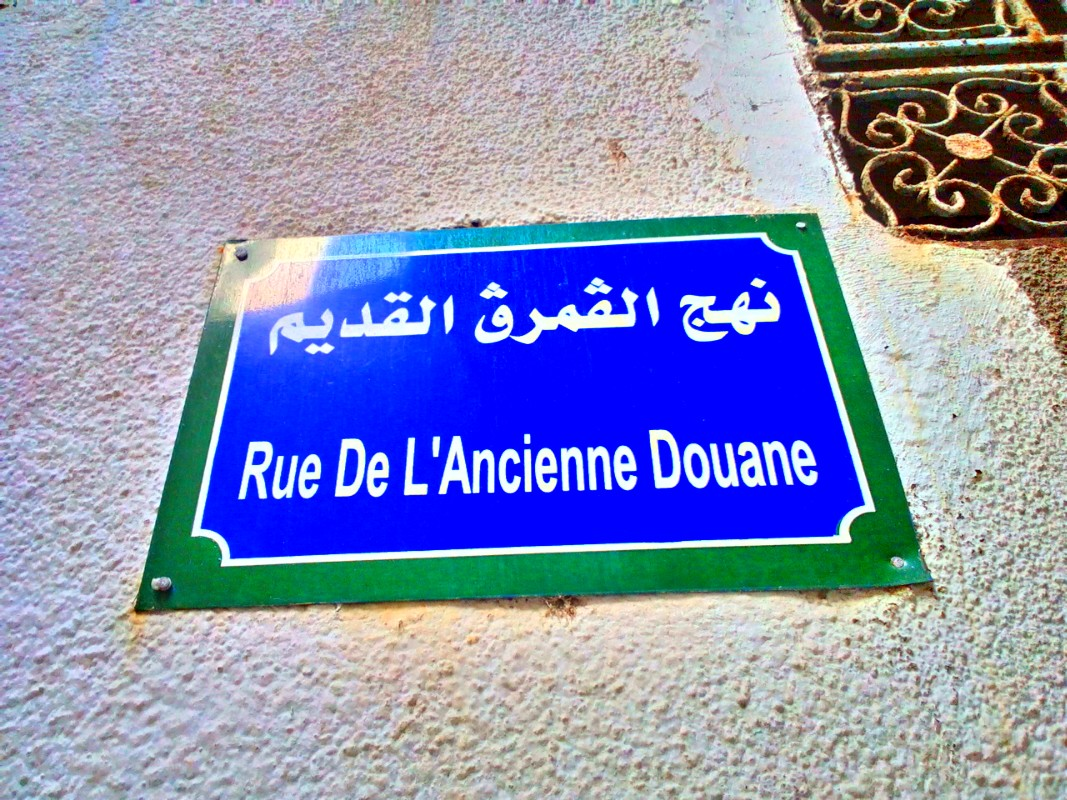
Plaque métallique indiquant la rue de l'Ancienne Douane.
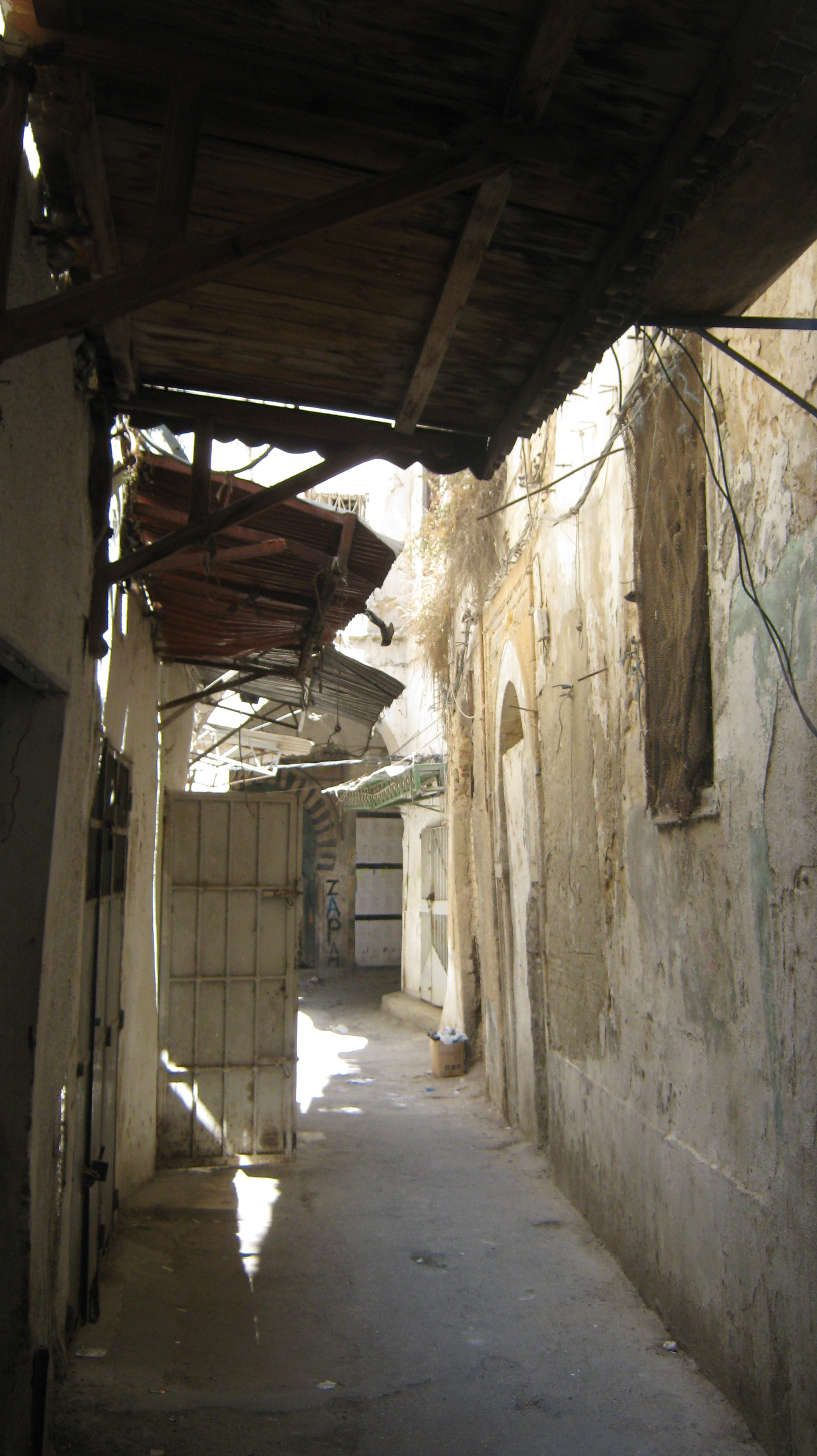
Rue de l'Ancienne Douane.
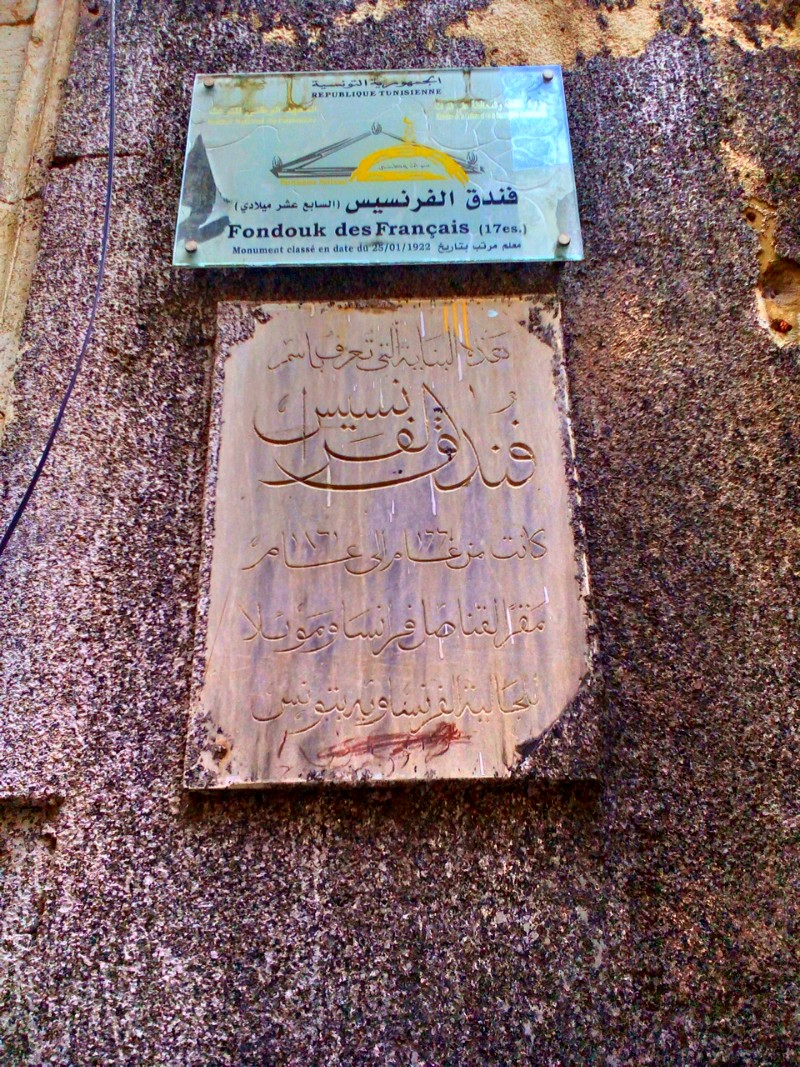
Plaque commémorative du fondouk.
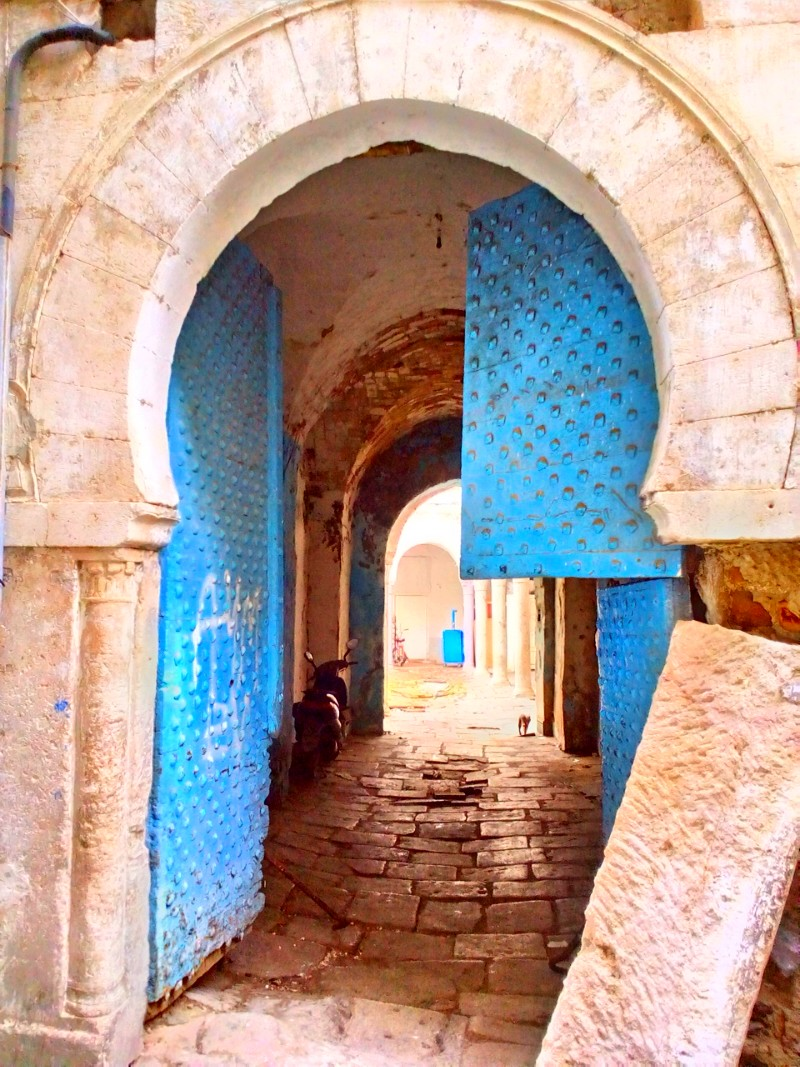
Porte d’entrée du fondouk.
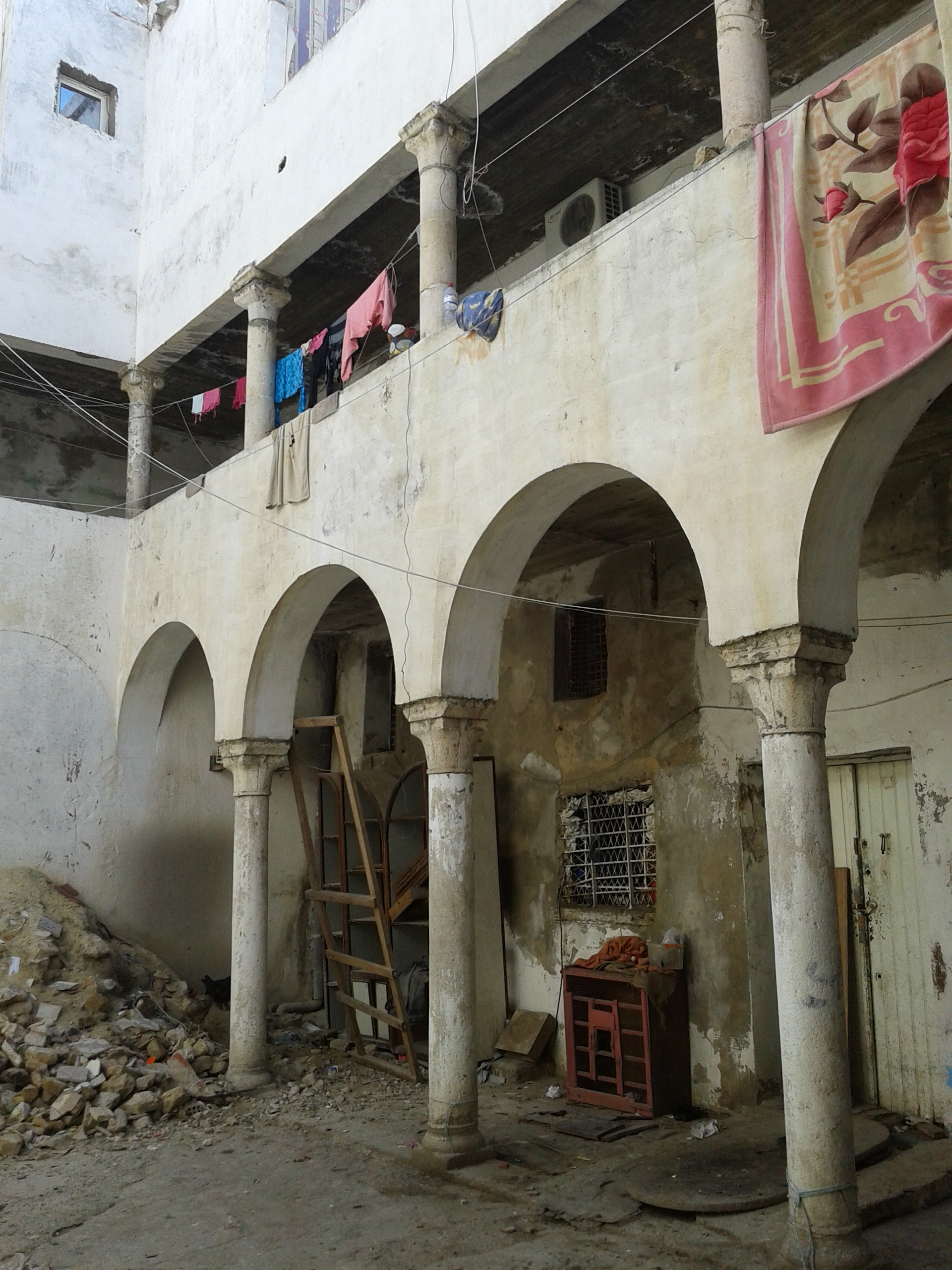
Vue actuelle du fondouk des négociants.